# Qatar Stars League 2013-2014
La Qatar Stars League 2013-2014 è stata la 39ª edizione della massima competizione nazionale per club del Qatar, la squadra campione in carica è l'Al-Sadd.

## Espansione campionato
Per la stagione 2013-2014 la federazione del Qatar ha deciso di espandere il numero di squadre ammesse in prima divisione da 12 a 14, permettendo all'Al-Sailiya ultimo nella passata stagione di non retrocedere e all'Al-Mu'aidar secondo nella Qatar Second Division e sconfitto nello spareggio promozione/salvezza di accedere alla prima divisione. Inoltre la Qatar Second Division e il campionato riserve sono stati uniti per creare una seconda divisione più competitiva.

## Squadre partecipanti
| Club           | Città      | Stadio                        | Capacità |
| -------------- | ---------- | ----------------------------- | -------- |
| Al-Ahli Doha   | Doha       | Al-Ahly Stadium               | 20,000   |
| Al-Arabi       | Doha       | Grand Hamad Stadium           | 13,000   |
| Al-Gharafa     | Al Gharafa | Al-Gharafa Stadium            | 22,000   |
| Al-Kharitiyath | Al-Rayyan  | Al-Khawr Stadium              | 13,000   |
| Al-Khor        | Al Khor    | Al-Khawr Stadium              | 13,000   |
| Al-Mu'aidar    | Doha       | Khalifa International Stadium | 50,000   |
| Al-Rayyan      | Al Rayyan  | Ahmed bin Ali Stadium         | 22,000   |
| Al-Wakrah      | Al Wakrah  | Al-Wakrah Stadium             | 20,000   |
| Al-Sadd        | Doha       | Ahmed bin Ali Stadium 1       | 22,000   |
| Al-Sailiya     | Al Wakrah  | Al-Wakrah Stadium             | 12,000   |
| Al-Jaish       | Doha       | Qatar SC Stadium              | 13,000   |
| Lekhwiya       | Doha       | Lekhwiya Sports Stadium       | 15,000   |
| Qatar SC       | Doha       | Qatar SC Stadium              | 13,000   |
| Umm-Salal      | Umm Salal  | Grand Hamad Stadium           | 13,000   |

Il Lekhwiya riesce a vincere il suo 3º titolo con due giornate d'anticipo.

## Classifica
|                  | Pos. | Squadra        | Pt | G  | V  | N  | P  | GF | GS | DR  |
| ---------------- | ---- | -------------- | -- | -- | -- | -- | -- | -- | -- | --- |
| Qatar (bandiera) | 1.   | Lekhwiya       | 53 | 26 | 16 | 5  | 5  | 55 | 30 | +25 |
|                  | 2.   | Al-Jaish       | 48 | 26 | 14 | 6  | 6  | 39 | 27 | +12 |
|                  | 3.   | Al-Sadd        | 47 | 26 | 13 | 8  | 5  | 54 | 30 | +24 |
|                  | 4.   | Al-Sailiya     | 42 | 26 | 11 | 9  | 6  | 45 | 37 | +8  |
|                  | 5.   | Al-Arabi       | 39 | 26 | 11 | 6  | 9  | 41 | 41 | 0   |
|                  | 6.   | Al-Ahli Doha   | 34 | 26 | 9  | 7  | 10 | 48 | 50 | -2  |
|                  | 7.   | Umm-Salal      | 34 | 26 | 9  | 7  | 10 | 34 | 36 | -2  |
|                  | 8.   | Al-Gharafa     | 32 | 26 | 8  | 8  | 10 | 40 | 41 | -1  |
|                  | 9.   | Al-Wakrah      | 32 | 26 | 8  | 8  | 10 | 41 | 48 | -7  |
|                  | 10.  | Qatar SC       | 31 | 26 | 8  | 7  | 11 | 34 | 40 | -6  |
|                  | 11.  | Al-Khor        | 30 | 26 | 5  | 15 | 6  | 29 | 30 | -1  |
|                  | 12.  | Al-Kharitiyath | 29 | 26 | 7  | 8  | 11 | 31 | 34 | -3  |
|                  | 13.  | Al-Rayyan      | 29 | 26 | 7  | 8  | 11 | 34 | 40 | -6  |
|                  | 14.  | Al-Mu'aidar    | 14 | 26 | 4  | 2  | 20 | 28 | 69 | -41 |

Legenda:

      Campione del Qatar e ammessa alla AFC Champions League 2015

      Ammesse alla AFC Champions League 2015

      Partecipa allo spareggio per la retrocessione

      Retrocessa in Qatar Second Division 2014-2015

Note:
Tre punti a vittoria, uno a pareggio, zero a sconfitta.